# Цзюй Доу
«Цзюй Доу» (кит. 菊豆) — кинофильм режиссёров Чжан Имоу и Ян Фэнляна, вышедший на экраны в 1990 году. Первый китайский фильм, номинированный на премию «Оскар» за лучший фильм на иностранном языке.

## Сюжет
Действие происходит в 1920-е годы в одной из глухих деревушек Китая. 40-летний Ян Тяньцин возвращается после трёхмесячного отсутствия в дом своего дяди Ян Цзиньшаня, пожилого владельца красильни, и узнаёт, что за это время дядя женился на молодой женщине по имени Цзюй Доу. Старик очень хочет наследника, однако, будучи не в силах произвести потомство, всячески издевается над новой женой. Ян Тяньцин сочувствует женщине, и скоро у них завязывается роман, итогом которого становится сын, называнный Тяньбаем. Ян Цзиньшань, считая, что это его наследник, очень рад. Тем временем Цзюй Доу продолжает тайно встречаться с племянником мужа. Однако всё меняется после несчастного случая, в результате которого у старика отнимаются ноги. Теперь любовники, не боясь наказания, перестают скрывать свои отношения и принимаются всячески унижать бывшего деспота.

## Тематика
Проблематика фильма многослойна. На одном уровне это лента о семейном насилии, корни которого уходят в патриархальные традиции феодального Китая. Однако за этим скрывается аллегорическое изображение политической системы, держащей в повиновении народные массы. При этом разрыв с традицией, предпринятый главными героями, порождает лишь следующую волну насилия, воплощаемую в представителе нового поколения Ян Тяньбае. Политические аллюзии стали причиной запрета, наложенного на фильм в Китае (сейчас он снят), однако лента была с восторгом принята на международных кинофестивалях и стала первым китайским фильмом, номинированным на премию «Оскар».

## В ролях
- Гун Ли — Цзюй Доу
- Ли Баотянь — Ян Тяньцин
- Ли Вэй — Ян Цзиньшань
- И Чжан — Ян Тяньбай, в подростковом возрасте
- Чжэн Цзиань — Ян Тяньбай, в детстве

## Награды и номинации
- 1990 — участие в основном конкурсе Каннского кинофестиваля
- 1990 — приз «Золотой Хьюго» за лучший фильм на Чикагском кинофестивале
- 1990 — приз «Золотой колос» на Вальядолидском кинофестивале
- 1991 — номинация на премию «Оскар» за лучший фильм на иностранном языке
- 1991 — премия «Аманда» за лучший зарубежный фильм